# مصادر فلسطين
مصادر فلسطين هي ذراع صندوق الاستثمار الفلسطيني لتطوير الموارد الطبيعية ومشاريع البنية التحتية. تلعب الشركة دورا مهما في تطوير المشاريع الإستراتيجية واسعة النطاق التي تهدف إلى تطوير واستخدام الموارد الطبيعية الفلسطينية (موارد هيدروكربونية وموارد متجددة) وتوفير مصادر مختلفة من مصادر الطاقة الوطنية، بالإضافة إلى تطوير البنية التحتية الأساسية لقطاع الكهرباء وكل ذلك بهدف إنشاء أساس راسخ لدولة فلسطينية مستقلة.
وتهدف الشركة إلى تطوير الموارد الطبيعية للنفط والغاز الفلسطيني، تطوير بنية تحتية منتجة لقطاعي الكهرباء والمياه، المساهمة في تحقيق الاستقلال الاقتصادي في قطاعي الطاقة والمياه، تقليل مستوى الاعتماد على الإمدادات المستوردة، المساهمة في تمكين تطوير الصناعات الثقيلة مثل الاسمنت والصلب، جذب الاستثمارات الأجنبية في فلسطين، المساهمة في تحفيز النشاط الاقتصادي، توفير فرص عمل مستدامة للشباب الفلسطيني.

## تطوير واستغلال حقل الغاز الطبيعي قبالة شواطئ غزة مع عرقلة الإحتلال
يقع حقل الغاز الطبيعي الفلسطيني في المناطق البحرية الفلسطينية مقابل شواطئ قطاع غزة حقل غزة مارين للغاز، ويضم حوالي 1 تريليون قدم مكعب من الغاز الطبيعي (حوالي 32 مليار متر مكعب)، مما يوفر كميات مناسبة للتطوير التجاري للحقل لتلبية الطلب الفلسطيني للكهرباء وتصدير الكميات الفائضة إلى الأسواق المجاورة. يمتلك صندوق الاستثمار الفلسطيني 17.5٪ من الحقوق التنموية المتعلقة بحقل غزة مارين والذي يتم تطويرها بالشراكة مع شركة شركة اتحاد المقاولين (CCC) والتي تمتلك 27.5٪ منه وشركة شل التي تمتلك 55٪. وتقدر تكاليف تطوير هذه المشاريع بحوالي 1.1 مليار دولار.

## تطوير محطة لتوليد الطاقة الكهربائية في الشمال
يهدف هذا المشروع إلى بناء أول محطة لتوليد الطاقة الكهربائية في شمال الضفة الغربية في محافظة جنين، بطاقة إنتاجية تبلغ حوالي 450 ميغاوات تعمل بالغاز الطبيعي. يتم تطوير هذا المشروع من خلال شركة توليد الطاقة الفلسطينية (PPGC) التي تدعمها مجموعة رائدة من المستثمرين الفلسطينيين بما في ذلك صندوق الاستثمار الفلسطيني (PIF) بنسبة 39.6٪، وشركة باديكو القابضة بنسبة 20٪، وشركة الاتصالات الفلسطينية وتساهم المجموعة بنسبة 10٪، ومجموعة البنك العربي بنسبة 10٪، وشركة الكهرباء الفلسطينية بنسبة 5٪، والشركة العربية الفلسطينية للاستثمار (أيبك) مع 4 إلى جانب مجموعة مهمة من البنوك بما في ذلك بنك فلسطين، وبنك القدس، والقاهرة وبنك عمان. 

## صندوق الطاقة الشمسية
يهدف هذا الصندوق إلى تشجيع إنتاج الطاقة الكهربائية النظيفة من مصادر متجددة من خلال صغار المنتجين (القطاع المحلي وقطاع الأعمال والمشاريع الصغيرة والقطاع العام). سيستخدم المشروع أسطح المباني لإنشاء أنظمة لإنتاج الطاقة الكهربائية من الألواح الشمسية. كما يعمل هذا الصندوق على بناء مجموعات من حقول الطاقة الشمسية الصغيرة لخدمة مجموعة من الإنتاج الصغير الحجم لقطاع الأعمال والمؤسسات الصغيرة. بالإضافة إلى ذلك، يعمل هذا المشروع على تطوير القدرات الشخصية للموظفين في مجالات التصميم والبناء والتشغيل والصيانة في قطاع الطاقة الشمسية من حيث التدريب والتبني وإعادة التأهيل.

## مجمعات الطاقة الشمسية
في يونيو عام 2019 أعلن صندوق الاستثمار الفلسطيني عن الانتهاء من بناء أول محطة للطاقة الكهروضوئية في فلسطين. في أريحا بقدرة 7.5 ميجاوات وهو جزء من برنامج 200 ميجاوات، المسمى نور فلسطين، بمجرد أن يتم إستكمال السعه الكاملة، تستطيع السلطات الفلسطينية في تقليل الاعتماد على واردات الطاقة الإسرائيلية بنسبة 17٪. حيث تستمد فلسطين وقتها قرابة 98٪ من طاقتها من إسرائيل.

## أنظمة الطاقة الشمسية على السطح
وقع بنك الاستثمار الأوروبي (EIB) وصندوق الاستثمار الفلسطيني، اتفاقية قرض بقيمة 18 مليون دولار أمريكي لتمويل تركيب أنظمة الطاقة
الشمسية على السطح في 500 مدرسة حكومية في الضفة الغربية. يولد هذا الإستثمار، الذي يندرج تحت (ERI) مبادرة المرونة الاقتصادية 35 ميجاوات من الطاقة النظيفة بما يكفي لتشغيل أكثر من 16000 منزل في جميع أنحاء الضفة الغربية.
يتم استخدام تمويل بنك الاستثمار الأوروبي لتركيب الألواح الكهروضوئية على السطح بسعة إجمالية 35 ميجاوات في 500 مدرسة موزعة في جميع أنحاء الضفة الغربية والقدس الشرقية. وتقوم شركة مصادر بتنفيذ المشروع. تستخدم الشركة الكهرباء المولدة لتزويد المدارس بالطاقة مجاناً، مقابل استخدام الأسطح، وتبيع الكهرباء المتبقية بتعرفة تنافسية لأربع شركات توزيع تعمل في الضفة الغربية والقدس الشرقية.

## جائزة جمعية الشرق الأوسط لصناعات الطاقة الشمسية
حصلت شركة مصادر جائزة أفضل مشروع طاقة شمسية جمعية الشرق الأوسط لصناعات الطاقة الشمسية عن مشروع تركيب ألواح كهروضوئية على أسطح 500 مدرسة وجامعة في جميع أنحاء فلسطين، بإجمالي 35 ميجاوات من الطاقة الشمسية.